# Custeio direto
O custeio direto, ou custeio variável, é um tipo de custeio que consiste em considerar como custo de produção do período apenas os custos variáveis incorridos. Os custos fixos, pelo fato de existirem mesmo que não haja produção, não são considerados como custo de produção e sim como despesas, sendo encerrados diretamente contra o resultado do período. Desse modo, o custo dos produtos vendidos e os estoques finais de produtos em elaboração e produtos acabados só conterão custos variáveis.
Os métodos de Custeio atribuem para cada custo uma classificação específica, na forma de custos fixos ou custos variáveis.
O sistema de custeio variável fundamenta-se na separação dos gastos em gastos variáveis e fixos, isto é, em gastos que oscilam proporcionalmente ao volume da produção/venda e gastos que se mantêm estáveis perante volumes de produção/venda oscilantes dentro de certos limites. Esse sistema produz informações importantíssimas como a margem de contribuição (contribuição marginal) e é o sistema que proporciona os subsídios necessários para a tomada de decisões nas empresas.
Porém esse método  de custeio, apesar de mais crível e de acordo com os padrões internacionais, não é aceito para demonstrativos externos, pois fere um os princípios contábeis aceitos no Brasil (princípio da competência). Também não é aceito perante a legislação do imposto de renda.
Em organizações de grande porte e em filiais de empresas multinacionais no Brasil, é praxe a existência de relatórios contábeis / fiscais, que visam apenas o atendimento da legislação local e os relatórios gerenciais, mais completos e que demonstram mais fielmente a realidade dos números. Apenas estes últimos são utilizados para a tomada de decisões e apresentações aos acionistas e Conselho de Administração.

## Separação do custeio direto na contabilidade
Em tese, há possibilidade de efetuar separação do custeio direto na contabilidade, segregando-se todos os custos em categorias específicas, como, por exemplo:
- Mão-de-obra de produção
- Mão-de-obra de produção – variável
- Mão-de-obra de produção – fixa
- Custo de manutenção do maquinário produtivo - fixo
- Insumos para o maquinário produtivo - variável
- Gastos gerais de fabricação
- Energia elétrica – variável
- Energia elétrica – demanda fixa maleável

Contabilmente, desde que o sistema de acumulação se faça somando-se custos fixos e variáveis, não há que se opor a esta sistemática de separar os valores, para utilização gerencial.
Porém, na prática, devido ao aumento da complexidade e cuidados especiais na contabilização, as empresas desenvolvem sistemas próprios, que extraem da contabilidade dados específicos para análise de custos variáveis. A contabilidade segue seu padrão normal (utilizando o custo por absorção) e os sistemas de análise extraem, das contas de custos, os valores classificados como diretos (como por exemplo, as matérias-primas, os materiais de embalagem, a mão-de-obra produtiva direta, gastos com terceirização da produção, etc.). Os custos diretos pressupõem a existência dos custos indiretos. Ambos, somente são utilizados no custeio fabril para se apurar o custo total de produção (ou fabricação).
Quando o produto acabado passa para a área comercial, à estes são atribuídos os custos variáveis e os custos fixos afim de obter-se a Margem de Comercialização.
O importante é que se preserve os dados, de forma integral e para atender a legislação contábil e fiscal, nada impedindo que se utilize tais dados em sistemas de informação específicos, comumente chamados de Relatórios Gerenciais.

## Características
Algumas características essenciais do método de custeio variável são:
- Divisão dos custos em dois grupos principais: fixos e variáveis (eventualmente podem ser necessários criar as categorias intermediárias de semi-fixos ou semi-variáveis);
- Atribuir ao custo final dos produtos somente os custos variáveis, obtendo-se, assim, um custo final variável dos produtos. A diferença do custo variável com a receita de vendas é a chamada margem de contribuição.
- Gerencialmente, os custos fixos são considerados integralmente como redutores do resultado, não se ativando os mesmos em estoques.

Desta forma, no custeio direto ou variável, o cálculo dos custos finais por produto são computados somente os custos variáveis. Os custos fixos são considerados como despesas, levadas integralmente ao resultado do período, por não serem considerados como elementos componentes do custo dos produtos. Obtém-se assim, o custo final variável dos produtos, ainda que sobrecarregados.
Porém, este tipo de custeio, custeio direto, não demonstra os custos com desperdícios, setup, gargalos, lay-out, etc. Estes deverão ser computados através de planilhas para cada tipo de empresa.

## Métodos de apuração do custo de produção
No cálculo dos custos da produção podem ser utilizados dois métodos diferentes (método direto ou método indireto), correspondentes a situações diferentes. Numa dada empresa podem ser utilizados simultaneamente os dois métodos, um para uns produtos e outro para outros. O mais normal é a utilização em cada empresa de um só dos métodos.
O método direto, também chamado de método de custeio por ordens de fabrico ou por encomenda é utilizado nas situações em que cada “produto” é um caso específico diferente dos outros.
Isto acontece no sector da construção civil, no sector das obras públicas, nas empresas que produzem por encomenda e nas empresas que produzem por ordens de fabrico, nestes casos, cada prédio, cada obra, cada encomenda, cada ordem de fabrico é um caso individual, de que queremos conhecer o respectivo custo.
Na contabilidade analítica, abrimos uma conta para cada prédio, obra, encomenda, etc. Essas contas serão debitadas enquanto decorrer a produção, pelo consumo das matérias-primas e outros materiais, pelo custo da mão-de-obra utilizada e pelos gastos gerais de fabrico, imputáveis a cada um dos produtos. O valor acumulado a débito da conta de cada produto (conta de fabricação ou produção, indicará em cada momento o custo respectivo). Quando o “produto” estiver concluído, o valor a débito indicará o seu custo.
Nessa altura, a sua conta de produção será creditada por débito da conta de produtos acabados ou custo dos produtos vendidos.
O método indireto ou de custeio por processos é utilizado nas chamadas indústrias de processo, ou seja indústrias de fabrico continuamente o mesmo produto ou produtos durante todo o ano. Nestes casos, como por exemplo, indústria das cervejas, indústria cimenteira, indústria química, indústria de material eléctrico, indústria alimentar (a maioria das empresas utiliza o método indireto).
A produção repete-se sistematicamente ao longo do ano, torna-se necessário definir um período de custeio (geralmente um mês). Para esse período teremos que quantificar a produção realizada (produção efetiva, produção terminada, produção em curso de fabrico), tendo em conta os coeficientes de acabamento respectivos. Igualmente será necessário calcular o custo da produção efetiva, tendo em conta os coeficientes de homogeneização, o custo da produção terminada, tendo em conta um método de custeio das saídas (PEPS, UEPS, custo médio) e o custo dos produtos em curso de fabrico no fim do período, tendo em conta o seu grau de acabamento. Este processo repetir-se-á em cada período de custeio.
Contabilisticamente na classe 9 será aberta uma conta de fabricação para cada fase de fabrico, essas contas serão debitadas durante o mês pelo consumo das matérias-primas em cada fase, pela mão-de-obra utilizada e pelos restantes gastos fabris. Depois de calculado o custo da produção terminada em cada fase, a conta de fabricação respectiva, será creditada por débito da conta de fabricação da fase seguinte ou da conta de produtos acabados e intermédios, se a produção terminada for transferida para armazém, refletindo a contabilidade, deste modo, o trajeto físico do processo produtivo.